# القواسم في لنجة
قواسم لنجة هم فرع من قبيلة القواسم المشهورة في شبه الجزيرة العربية التي هاجر نفر منها إلى السواحل الشرقية من الخليج العربي. واستطاعوا أن يصبحو زعماء وحكام لبندر لنجة، وينتمون إلى القواسم الذين يحكمون اليوم إمارة الشارقة ورأس الخيمة. وكان من أشهر القواسم في فارس هو خليفة بن سعيد بن قضيب القاسمي. ومن بعده قضيب ومحمد بن الشيخ خليفة القاسمي الذي انتهى به حكم القواسم في لنجة. وكان مساكن القواسم في فارس تنحصر في منطقة لنجة وتوابعها التي تؤلف عدة بنادر وقرى وأرياف وهي كما يلي :
1- مدينة كنك : وهو بندر يقع في الجهة الشرقية من لنجة بمسافة 6 كيلومترات.
2- بندر بند معلم : هو يقع شرقي مدينة كنك بمسافة 4 كيلومترات.
3- قرية كزير (جزير)
4- قرية مهركان
5- قرية بركة صالح (سفلين)
6- قرية حَسينة
7- قرية هيرمند (هيروند)
8- قرية حُميران
9- قرية جَمبه
10- بندر جَشه
11- بندر شناص
12- بندر ملوه (أم لولو)
13- بندر بستانه : ويقع في الجهة الغربية من لنجة بمسافة 18 كيلومتراً.
14- بندر ديوان
15- بندر مغوه : ويعتبر هذا البندر مشاركة مع قبيلة المرازيق.
هذه بعض مساكن وقرى وبنادر قبيلة القواسم في ساحل فارس. ويقدر عدد أهالي القرى أي منطقة لنجة وتوابعها (15000) نسمة آنذاك.
.

## انتهاء حكم القواسم في لنجة
كان سبب انتهاء حكم القواسم في لنجة هو مغادرة قسم من قبيلة القواسم رأس الخيمة ونزلوا بندر لنجة وأسسوا لهم دولة وحكموها ردحا من الزمن واشتهر من رجالهم الشيخ محمد بن خليفة بن سعيد بن قضيب القاسمي. ولم يحالفه الحظ في تدبير الأمور ولم يحسن السياسة، وحدثت بينه وبين الحكومة الإيرانية اختلافات ونزاعات أدت إلى حروب عديدة. بالنتيجة إلى انكسار الشيخ محمد القاسمي فلما رأى أنه عاجز عن مقاومة الجيوش النظامية ورأى القائد الإيراني ميرزا أحمد خان دريابيكي يقمع حركته ويهدم لنجة وبيوتها آثر المصلحة العامة وآثر سلامة الناس وهاجر مع عائلته إلى الشارقة وتوفي فيها سنة 1317 هـ.

## حكام لنجة من القواسم
1- قضيب بن كايد القاسمي
2- عبيد بن قضيب بن كايد القاسمي
3- قضيب بن سعيد بن قضيب القاسمي توفي سنة 1808.
4- محمد بن قضيب بن سعيد القاسمي توفي سنة 1835.
5- سعيد بن قضيب بن سعيد القاسمي توفي سنة 1853.
6- خليفه بن سعيد بن قضيب القاسمي توفي سنة 1874.
7- علي بن خليفه بن سعيد القاسمي قتل سنة 1878.
8- الشيخ يوسف بن محمد بن يوسف بن محمد بن قضيب القاسمي . قتل سنة 1885
9- قضيب بن راشد بن سالم قضيب بن سعيد القاسمي توفي سنة 1895.
10- محمد بن خليفه بن سعيد بن قضيب القاسمي وهو آخر من حكم من القواسم في لنجة.

## خروج القواسم من لنجة
بعد ما أن نجحت الحكومة الإيرانية في إرجاع نفوذها في بندر عباس وتوابعه من القرى وسواحل عرب الهولة بدأ الشاه يفكر جدياً في إنهاء الوجود العربي في لنجة وهي الإمارة العربية الوحيدة تقريباً التي ظلت مستقلة، وقد ساعد الإيرانيين في بسط هيمنتهم على بندر عباس المنازعات داخل الأسرى الحاكمة في عمان وكذلك المنازعات التي نشبت داخل أسرة القواسم حكام لنجة حيث تولى الحكم حكام ضعاف ووصلوا عن طريق إراقة دم إخوانهم فبعد أن تولى الشيخ خليفه بن سعيد بن قضيب القاسمي حاكم هذا المدينة عام 1874 خلفه ابنه علي بن خليفه بن سعيد بن قضيب القاسمي ولم يكن قد بلغ سن الرشد في ذلك الوقت وقد عين الشيخ يوسف بن محمد القاسمي وصياً عليه رغم أن الفترة كانت من أحرج الفترات التي تمربها منطقة شرق الخليج موطن الهولة حيث كانت هي المرحلة الانتقالية من حكم شيوخ وخانات إلى سيطرة الحكومة المركزية التي كانت تبذل قصارى جهدها للتخلص من الكيانات شبه المستلقة. حيث تم تعين مديراً للجمارك في ميناء لنجة لأخد الضرائب الباهظة من السكان وقد عجزت الأغلبية من السكان عن دفع المبالغ المطلوبة فغادروا الميناء إلى رأس الخيمة والبحرين والكويت والإمارات الآخرى على ساحل الآخر من الخليج. وقد كان لهذه الهجرة آثار سيئة على الحكام والأهالي كما ابتعد الناس عن الحرب ورغم أن محمد حسن خان مستشار الشيخ خليفو القاسمي أوقف الهجرة إلا أنه لم يسطتع وخاصة أن الغوص عن الؤلؤ وتجارة القطاعة قد انتعشت في دول الخليج العربي مما أوجد فرصاً للرزق لدى المهاجرين ولم يسطتع الشيخ في لنجة دفع الالتزامات المالية لحكومة إيران المركزية وبذلك تم طرده من لنجة. وتزعزعت مكانة الشيوخ في لنجة امام الأهالي وبعد أن كان الشيوخ يدافعون عن الأهالي ويأخذون منهم الضرائب. وزاد في القبضة على لنجة اغتيال علي بن خليفة القاسمي على يد المستشار الذي عينه أبوه له وهو الشيخ يوسف بن محمد القاسمي وتمت مكافأته من قبل حكومة إيران المركزية بأن تم تعيينه حاكماً على لنجة ولما رأى الأهالي العرب أن الأمور صارت تسير بيد الحكومة الإيرانية زادت الخلافات بين الشيعة والسنة لان الحكومة كانت تساعد الشيعة رغم أنهم أقلية مقارنة بالأغلبية العربية السنية ولقد تدخلت حكومة إيران سنة 1880 لفض الخلاف بين الطائفتين وزاد الأمر سوءا ان لنجة وبندر عباس وإدارة إقليم الجنوب فارس الذي كان يتبعه عدة قرى وبنادر صارت تحت حكم الشيخ يوسف بن محمد القاسمي حتى 1882 مما زاد من الهجرة طلباً للأمان وصار مع أمين السلطان محمد حسين خان وكيلا متحكماً في شؤون القرى والبنادر ولانه ينتسب إلى أسرة القواسم إلا أن أبناء الشيخ علي لم يسكتوا بل تمكنو بواسطة الشيخ قضيب بن راشد القاسمي الاستقلال بحكم لنجة ويعلن استقلالها كما كانت أيام أجداده العرب لكن الحكومة الإيرانية قاومته بقوة وبشدة وبجيوش منظمة وطلب الشيخ النجدة من أبناء عمومته شيوخ راس الخيمة والشارقة لكن البريطانيين لم يوافقوهم ومنعوهم حفاظاً على أمن الخليج كما زعموا واعتبروا الأمر نزاعاً بين قضيب وحكومة إيران. وفي سبتمبر 1885 جاء محمد حسين حيراز حاكم بندر عباس إلى لنجة وعقد اتفاقية بين قضيب بن راشد القاسمي وحكومة إيران واعترفت إيران فيها بحكومة قضيب بن راشد القاسمي في مقابل ضريبة سنوية قدرها مائة وتسعون ألف قرآن يدفعها للحكومة المركزية وقد رحب الأهالي بهذه الاتفاقية لانهم كانوا يفضلون حاكماً عربياً ومن شيوخ القواسم أيضا. وكان لذلك أسباب منها :
1- ان معظم السكان من أصول عربية ويعتنقون المذهب السني.
2- سهولة الاتصال بالحاكم العربي وذلك لأنه بينهم وتربطهم معه عادات وتقاليد وهم يحترمون المشيخة ولا يفرق بين غني أو فقير منهم وبابه مفتوح لشكاواهم.
3- ولكون معظم السكان لديهم أبناء عمومة في دول الخليخ فإن وجود حاكم عربي يسهل لهم الاتصال والتجارة والسفر لتلك الدول.

## الهوامش
1. ↑  شاكر، محمود (1 يناير 2005). موسوعة تاريخ الخليج العربي: الجزء الثاني. Al Manhal. ISBN:9796500011. مؤرشف من الأصل في 2019-01-12. {{استشهاد بكتاب}}: تأكد من صحة |isbn= القيمة: checksum (مساعدة)